# آخرین والس
آخرین والس (انگلیسی: The Last Waltz) کنسرت راکی از گروه موسیقی د بند بود که در روز شکرگزاری، ۲۵ نوامبر ۱۹۷۶ در سالن وینترلند سان فرانسیسکو به عنوان «کنسرت خداحافظی گروه» برگزار شد. فیلم مستند این رویداد به کارگردانی مارتین اسکورسیزی در سال ۱۹۷۸ اکران شد.
آخرین والس از برترین فیلم‌های کنسرتی تاریخ به‌شمارمی‌رود اگرچه از بابت تمرکز روی رابی رابرتسون مورد انتقاد واقع شده‌است.

## هنرمندان
- ریک دانکو
- لیون هلم
- گارت هادسون
- ریچارد مانوئل
- رابی رابرتسون
- د بند
- مارتین اسکورسیزی